# Glypta colfaxiana
Glypta colfaxiana är en stekelart som beskrevs av Dasch 1988. Glypta colfaxiana ingår i släktet Glypta och familjen brokparasitsteklar. Inga underarter finns listade i Catalogue of Life.